# لوسینانو
لوسینانو (به ایتالیایی: Lusignano) یک منطقهٔ مسکونی در ایتالیا است که در البنگا واقع شده‌است. لوسینانو ۹۰۰ نفر جمعیت دارد و ۲۰ متر بالاتر از سطح دریا واقع شده‌است.